# Postproduktion
Die Postproduktion oder Nachproduktion (englisch post production) umfasst sämtliche Arbeitsschritte der Nachbearbeitung in der Film-, Fernseh- und Musikproduktion sowie in der Fotografie.

## Postproduktion beim Film
Zur Postproduktion eines Filmes gehören vor allem die digitale Nachbearbeitung der Bilder im Computer, der Schnitt sowie das Vertonen und Unterlegen der Bilder mit Audioinhalten. Die Arbeitsabläufe in der Postproduktion (engl.: post production workflow) unterscheiden sich zum Teil erheblich; je nachdem, auf welchem Material gedreht wurde, wie groß der Anteil von computergenerierten Effekten und Bildern ist (Visual Effects und Computer Generated Imagery) und welches Endprodukt herzustellen ist.

## Postproduktion in der Fotografie
Des Weiteren findet die Postproduktion im Bereich der Fotografie statt. Nach der Digitalisierung des Bildmaterials werden in der Postproduktion Retuschen, Farbkorrekturen, Bildoptimierungen usw. vorgenommen. Die Postproduktion ist Teil jeder professionellen Arbeit. Die umfangreichsten Korrekturen werden im Bereich der Werbe, Beauty- und Kosmetik-Fotografie durchgeführt. Hier werden alle Pixel bearbeitet: Haare, Augen, Mund und die Haut werden teilweise völlig neu gestaltet.

## Postproduktion in der Musik
Bei Musikaufnahmen gehören die Abmischung und das Mastering als letzte Phasen der Musikproduktion zur Postproduktion. Die Abmischung befasst sich dabei mit der Bearbeitung selektierter Tonspuren und deren ausbalancierter Zusammenfügung zu einer Einheit, dem Summensignal (englisch stem). Dabei kommt es insbesondere bei der Pop- und Rockmusik zum Einsatz von Soundeffekten und zu weiteren gestalterischen Maßnahmen zwecks Erreichung eines vom Musikpublikum als attraktiv aufgefassten Klangbildes. Den Abschluss der Postproduktion bildet schließlich das Mastering, bevor das Master(band) als Grundlage für die Herstellung der Tonträger entsteht.

## Postproduktion in 3D-Visualisierungen
Postproduktion findet vermehrt im Bereich der professionellen 3D-Visualisierungen und Animation, besonders im Architekturrendering, statt. Nach dem Renderingprozess über 3D-Programme, wie Autodesk, werden hochauflösende Visualisierungen in Bildbearbeitungsprogramme exportiert. Auch hier können in der Postproduktion Farbkorrekturen, Retuschen und andere Bildoptimierungen vorgenommen werden, die die Qualität des Endprodukts erheblich aufwerten. Weitläufig genutzte Programme sind Bildbearbeitungsprogramme des Branchenführers Adobe.
Die Postproduktion in 3D-Visualisierungen und Animation in der Architektur sollte heute in jeder professionellen Arbeit vorhanden sein. Hier werden beispielsweise reelle Umfeldinformationen in ein Verhältnis mit modellierten Bauwerken gesetzt, um mit den computergenerierten Bildern das Wesen und die Funktion von geplanten Bauwerken bestmöglich darzustellen und den Vertriebsprozess damit zu unterstützen.